# Hassan Mohamed
Hassan Mohamed Hussain Al-Shaibani (arab. حسن محمد حسين) (ur. 23 sierpnia 1962) – emiracki piłkarz grający na pozycji pomocnika.
Grał w klubie Al Wasl Club oraz w reprezentacji ZEA, z którą uczestniczył w Mistrzostwach Świata w 1990 we Włoszech.